# Овсянников Олександр Іванович
Олександр Іванович Овсянников (7 січня 1912, місто Мелітополь, тепер Запоорізької області — 15 липня 1977, місто Москва, тепер Російська Федерація) — радянський діяч, директор Сибірського науково-дослідного інституту тваринництва, кандидат сільськогосподарських наук (1941), доктор сільськогосподарських наук (1951), професор (1952), академік ВАСГНІЛ (1970). Депутат Верховної ради СРСР 4-го скликання.

## Біографія
Народився в родині слюсаря залізничного депо. Закінчив середню школу. У 1932 році закінчив Вищі зоотехнічні курси Полтавського зоотехнічного (сільськогосподарського) інституту.
З 1932 по 1936 рік працював зоотехніком-селекціонером племінного радгоспу «Жовтень» на Полтавщині.
У 1936—1939 роках — аспірант і науковий співробітник Всесоюзного науково-дослідного інституту свинарства в Полтаві.
У 1939—1941 роках — аспірант Московської сільськогосподарської академії імені Тимірязєв. Член ВКП(б).
З 1941 по 1942 рік служив у військах Сибірського військового округу Червоної армії.
У 1942—1943 роках — старший науковий співробітник, у 1943—1952 роках — завідувач відділу свинарства Сибірського науково-дослідного інституту тваринництва в Новосибірську. Одночасно, з 1946 по 1955 рік — завідувач кафедри Новосибірського сільськогосподарського інституту.
У 1952—1954 роках — директор Сибірського науково-дослідного інституту тваринництва.
У 1955—1956 роках — директор Новосибірського сільськогосподарського інституту.
У 1956—1957 роках — радник із сільського господарства посольства СРСР у Швейцарії. Деякий час не працював за станом здоров'я, але в 1958 знову повернувся до наукової діяльності.
У 1958—1959 роках — завідувач кафедри, заступник директора з наукової роботи Новосибірського сільськогосподарського інституту.
У 1959—1960 роках — директор Новосибірського сільськогосподарського інституту.
У 1960—1972 роках — заступник академіка-секретаря відділення тваринництва Всесоюзної академії сільськогосподарських наук імені Леніна (ВАСГНІЛ). У 1973 році — академік-секретар відділення тваринництва ВАСГНІЛ.
Одночасно, в 1962—1974 роках — головний редактор журналу «Сільське господарство за кордоном». У 1975—1977 роках — заступник головного редактора журналу «Сільське господарство за кордоном».
Відомий вчений у галузі генетики, розведення та селекції сільськогосподарських тварин. Опубліковав близько 150 наукових праць, у тому числі 15 книг та брошур. Вивчав питання якісного поліпшення та підвищення продуктивності худоби. Розробляв методи племінної роботи. Досліджував фізіологію харчування та нормованого годування, прийоми вирощування високопродуктивних тварин.
Помер 15 липня 1977 року в Москві.

## Праці
- Годівля свиней грубими і соковитими кормами. Новосибірськ: Новосибгіз, 1943
- Виведення кемеровської сальної породи свиней. Новосибірськ: Новосибгіз, 1951.
- Породи сільськогосподарських тварин, шляхи та методи їх удосконалення // Матеріали та рекомендації Всесоюзної конференції щодо поліпшення племінних відносин у тваринництві. М., 1966.
- Основи дослідної справи у тваринництві: навч. посібник для вищих навч. закладів за спеціальністю 1506 «Зоотехнія». М.: Колос, 1976.

## Нагороди
- орден Трудового Червоного Прапора (1966)
- медалі
- Сталінська премія ІІІ ст. (1952) — за виведення та вдосконалення сибірської північної породи свиней